# Бурдейна, Наталья Андреевна
Ната́лья Андре́евна Бурде́йна (укр. Наталія Андріївна Бурдейна; 30 января 1974, Одесса, СССР) — украинская спортсменка, стрелок из лука, серебряный призёр Олимпийских игр.

## Карьера
На Олимпиаде в Сиднее Наталья вместе со своими партнёрами Еленой Садовничей и Екатериной Сердюк выиграла серебряную медаль в командном первенстве, уступив сборной Южной Кореи. В индивидуальном первенстве Бурдейна стала 17-й. На следующих Играх Наталья Бурдейна вместе с Татьяной Бережной и Екатериной Палехой стала 6-й, а в личном первенстве стала 55-й.

### Награды
- Орден княгини Ольги II степени (06.03.2019)[2]
- Орден княгини Ольги III степени (06.10.2000)[3]